# Schubertia peredoi
Schubertia peredoi är en oleanderväxtart som beskrevs av T. Meyer. Schubertia peredoi ingår i släktet Schubertia och familjen oleanderväxter. Inga underarter finns listade i Catalogue of Life.